# بادام
بادام (Prunus dulcis, مترادف Prunus amygdalus) گیاهی بومی ایران و کشورهای اطراف و آسیای مرکزی است اما در مناطق بسیاری کشت می‌شود.
این درخت، دارای دانه‌های خوراکی است و در سردهٔ پرونوس طبقه‌بندی می‌شود. میوهٔ بادام، از نوع شفت است که از یک پوستهٔ بیرونی نرم و یک پوستهٔ سخت، زیر آن تشکیل شده‌است. بادام به‌صورت با پوست یا بدون پوست یا به صورت خام به فروش می‌رسد.
ارتفاع درخت بادام ۴ تا ۱۰ متر است و قطر آن نیز می‌تواند به بیش از ۳۰ سانتی‌متر برسد. نوع خودروی آن را که هسته‌های کوچک دارد، «اَرْژَن» می‌نامند.
بزرگ‌ترین کشورهای تولیدکننده بادام در دنیا ایالات متحده آمریکا و اسپانیا هستند. ایران با تولید ۶٪ در رتبهٔ چهارم تولیدکنندگان این میوه قرار دارد. ۴۹٪ دانه بادام را روغن تشکیل می‌دهد که ۶۲٪ آن اولئیک اسید غیر اشباع، ۲۴٪ لینولئیک اسید غیراشباع، و ۶٪ آن پالمیتیک اسید اشباع است. مقدار انرژی موجود در هر ۱۰۰ گرم مغز بادام، ۵۷۶ کیلوکالری است.

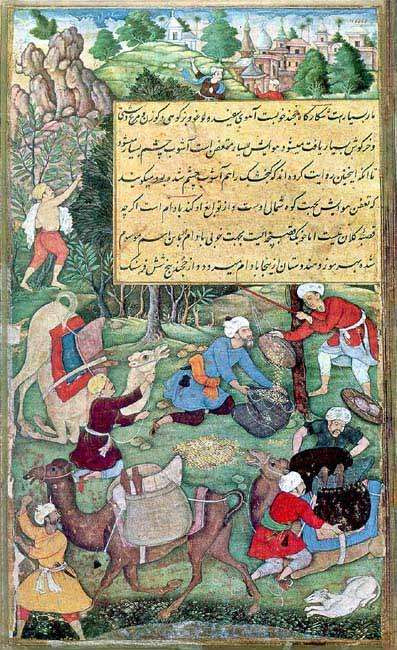
تصویر مینیاتور ایرانی از برداشت بادام در کان بادام، دره فرغانه (قرن شانزدهم).

واژهٔ بادام ریشهٔ در فارسی دارد و از فارسی به زبان‌های ترکی، عربی، هندی و اردو راه یافته‌است.

## گیاه‌شناسی
نام علمی بادام در گیاه‌شناسی Prunus dulcis است، با این حال، این نام‌گذاری در سال‌های اخیر به چالش کشیده شده‌است. بادام از تیره‌های گیلاس، آلو، زردآلو، هلو و شلیل است. درخت بادام درختی است خزان‌کننده با شاخه‌های اصلی قوی که در شرایط مساعد به ارتفاع چندین متر می‌رسد. در کشاورزی، درخت بادام به ندرت بالاتر از پنج متر رشد می‌کند. دو نوع بادام وجود دارد: بادام شیرین که برای آجیل خوراکی کشت می‌شود و بادام تلخ که برای روغن بادام تلخ کشت می‌شود.

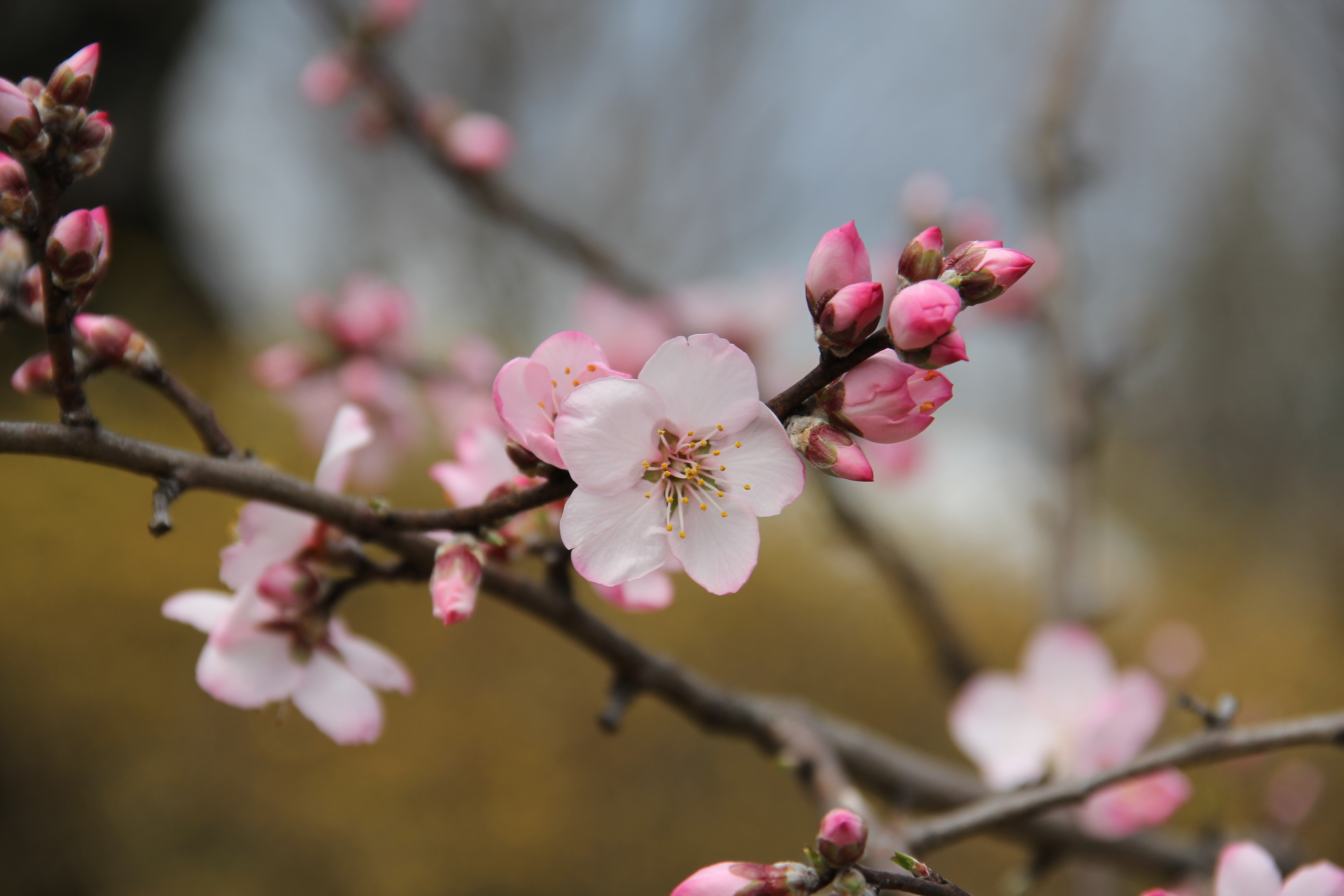
درخت بادام از خانواده گل‌سرخیان است و به همین دلیل دارای گل‌های رز مانند با پنج گلبرگ سفید است.

درخت بادام از خانواده گل‌سرخیان است و به همین دلیل دارای گل‌های رز مانند با پنج گلبرگ سفید است که در پایه مایل به صورتی است. درختان بادام در طول فصل رشد دارای یک تاج برگی هستند. برگ‌ها باریک و مخروطی با سطح بالایی براق و فرورفتگی‌های جزئی در امتداد حاشیه هستند. جوانه‌های گل و شاخه‌های برگ در اواخر زمستان و اوایل بهار ظاهر می‌شوند. گل بادام عمدتاً توسط زنبورها گرده‌افشانی می‌شود. پس از لقاح، تخمدان در پایه گل منبسط می‌شود و میوه‌ای را تشکیل می‌دهد. پوسته پوشاننده میوه مخملی و سبز ملایم است و با بالغ شدن میوه، دانه، پوسته و بافت پوسته آن متمایز می‌شود. در بلوغ کامل پوسته شکافته می‌شود و کل میوه روی زمین می‌افتد.

### میوه

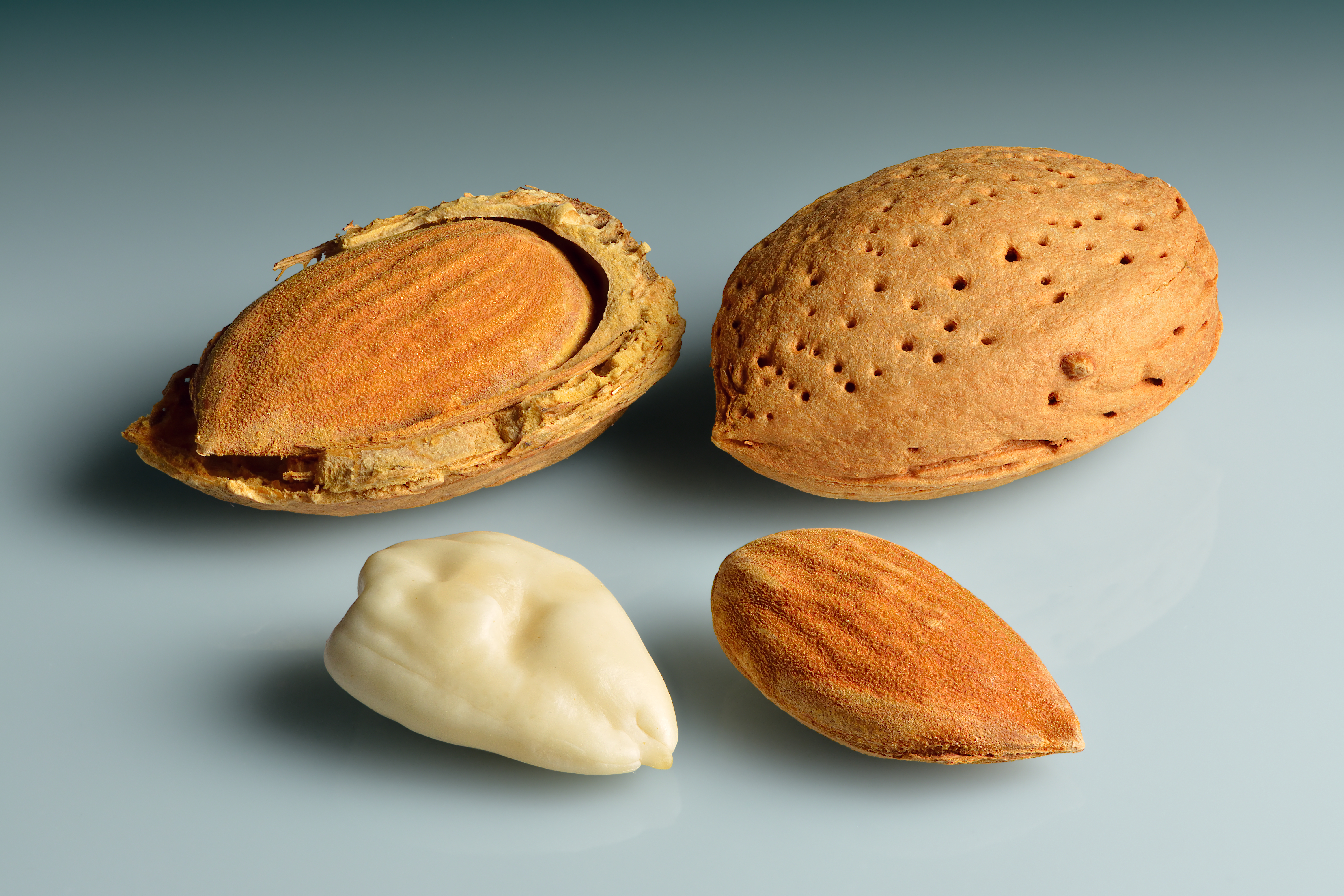
پوسته‌های مختلف بادام

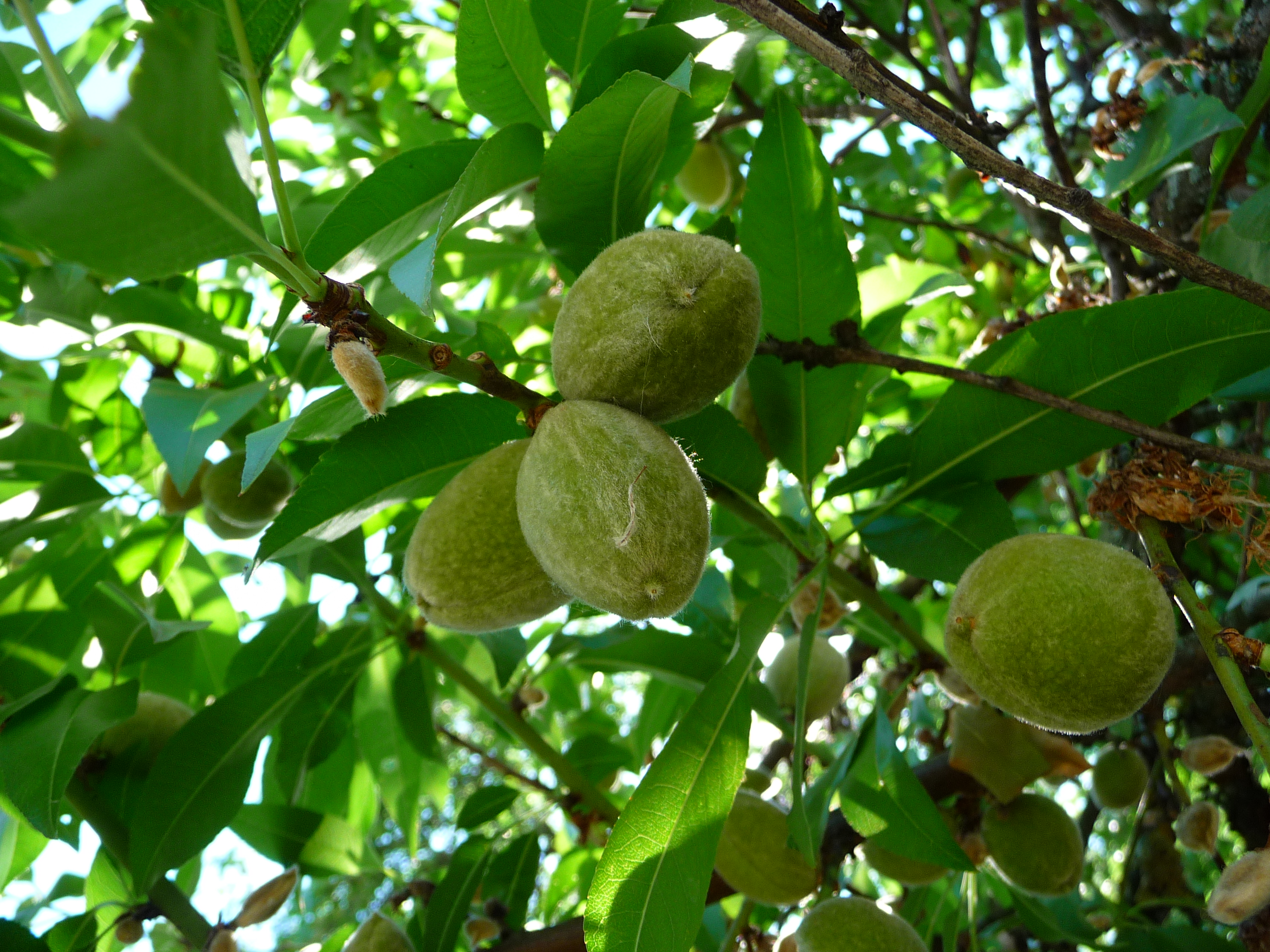
میوه بادام در یک پوسته مخملی سبز پوشیده شده‌است.

میوهٔ بادام ۳٫۵–۶ سانتیمتر (۱٫۴–۲٫۴ اینچ) طول دارد و از نظر گیاه‌شناسی از نوع میوه شفت است.

#### شکوفه
از وضعیت گل اطلاعات بسیار مهمی در مورد برداشت محصول در آن سال به دست می‌آید؛ بنابراین، هر مرحله از وضعیت گل نام به‌خصوصی دارد:
1. تراشه سبز، به جوانه‌های سبز بادام گفته می‌شود. این مرحله قبل از به‌وجود آمدن جوانهٔ صورتی است.
2. جوانه صورتی، جوانه به رنگ صورتی دیده می‌شود.
3. پاپ کورن، جوانه مانند پاپ کورن متورم شده ولی هنوز باز نشده‌است.
4. شکوفه، شکوفایی کامل
5. پتال فول، ریزش گلبرگ
6. ژاکت، گلبرگها ریخته‌است و تنها کاسه گل باقی‌مانده‌است.
7. خارج از ژاکت، کاسه گل جای خود را به میوه داده‌است.[۱۳]

## الزامات رشد

### خاک
درختان بادام در خاک‌های رستی و شنی با زهکشی خوب بهتر رشد می‌کنند. داشتن زهکشی خوب برای درخت بادام ضروری است، به همین دلیل خاک‌های سطحی رسی کم عمق قرارگرفته بر روی زیر خاک‌های رسی سنگین، برای کشت این درخت مناسب نیستند. درجاییکه زیرخاک سطحی یک لایه سخت وجود داشته باشد که مانع زهکشی مناسب آب گردد، توصیه می‌شود از خاک‌ورزی عمیق استفاده گردد. خاک‌های بسیار شنی می‌توانند به دلیل فرسایش بادی و حفظ ضعیف رطوبت و مواد غذایی، نامناسب باشند. اگر قرار باشد درخت بادام در خاک‌های بسیار شنی کاشته شود، باید قبل از کاشت با افزودن مقادیر زیادی مواد آلی و چمن‌زنی منظم پوشش گیاهی، زمین جهت افزایش محتوای آلی خاک، اصلاح شود.
درختان بادام، خاک با پی‌اچ نزدیک به ۷ را ترجیح می‌دهند، اما با انتخاب ساقه زیر زمینی (root stock selection) این محدوده افزایش می‌یابد. وجود لایه‌های آهکی در خاک بسیاری از مناطق برای کشت بادام یک مشکل محسوب می‌شود و باید از کشت درخت در جایی که نیم متر بالای خاک دارای پی‌اچ بالاتر از ۸ است اجتناب شود. بادام به خاک‌های شور و آبیاری با آب شور حساس است. با این حال، تحقیقات در کالیفرنیا نشان می‌دهد که رشد و تولید میوه در خاک‌هایی با سطح شوری کمتر از ۱٫۵ دسی زیمنس بر متر و آبیاری با آبی که سطح شوری آن کمتر از ۱٫۱ دسی زیمنس بر متر است، مختل نمی‌شود (هدایت الکتریکی آب آبیاری بر حسب دسی زیمنس بر متر در ۲۵ درجه سلسیوس (dSm-1) بیان می‌شود). این تحقیق بر این فرض استوار است که آبیاری امکان شستشوی کافی را برای جلوگیری از تجمع نمک در خاک فراهم می‌کند. آنالیز کامل خاک قبل از کاشت همیشه توصیه می‌شود.

### آب و هوا

#### سرمای زمستان
درختان بادام به یک دوره سرمای زمستانی نیاز دارند تا از گلدهی خوب و رشد بهاره اطمینان حاصل شود. درحالی‌که نیازهای سرمایی انواع بادام کمی متفاوت است، برای تولید تجاری به ۳۰۰ تا ۵۰۰ ساعت سرمایش زیر ۱۰ درجه سلسیوس نیاز است.

#### سرمازدگی
سرمازدگی یکی از بزرگ‌ترین خطرات برای محصول بادام به ویژه در زمان گلدهی و رشد میوه در اواخر زمستان و اوایل بهار محسوب می‌شود. حساسیت گل بادام به یخبندان با بالغ شدن گل افزایش می‌یابد و سرمای خفیف در هنگام ریزش گلبرگ ممکن است محصول را از بین ببرد. خاک مرطوب شدت سرمازدگی را کاهش می‌دهد و آبیاری از طریق آبپاش‌های زیر درخت اغلب برای کاهش خسارت وارد شده توسط سرما استفاده می‌شود. با این حال، ایمن‌ترین استراتژی این است که از کاشت در مکان‌هایی مانند دره‌ها که مستعد زهکشی هوا و یخبندان در اواخر زمستان و اوایل بهار هستند، اجتناب شود. زهکشی هوا (Air drainage) اصطلاحی است که به جریانی از هوای سرد که از یک شیب به سمت پایین حرکت می‌کند و در پایین دره منطقه یخبندان ایجاد می‌کند گفته می‌شود.

#### رطوبت هوا
درختان بادام در شرایط مرطوب مستعد ابتلا به بیماری هستند. وجود رطوبت کم و هوای خشک به ویژه از بهار تا پاییز، برای تولید تجاری بادام ضروری است تا فشار بیماری را در سطح قابل کنترل نگه دارد. هوای آفتابی خشک در هنگام گلدهی نیز فعالیت زنبور عسل و تشکیل میوه را افزایش می‌دهد. وجود یک دوره بدون باران در تابستان و پاییز برای رسیدن میوه و همچنین خشک شدن آجیل و اطمینان از کیفیت مغز بسیار مهم است. از این رو بادام برای مناطقی که فصل رشد آن خشک و بدون باران است، مناسب است.

#### نیازهای آبی
از آنجایی که تولید بادام مرغوب نیاز به آب و هوای گرم و خشک دارد، نیاز به آبیاری در طول فصل رشد زیاد است. مقدار آب مورد نیاز بر اساس محل و سن درخت متفاوت است، اما گفته شده که هر هکتار باغ بادام برای تولید بهینه تقریباً به ۱۴ میلیون لیتر آب در سال برای آبیاری نیاز دارد.

#### حمایت
وزش باد شدید هم برای رشد درختان و هم برای رشد میوه مضر است. بادشکن باید قبل از کاشت درخت ایجاد شود، زیرا درختان جوان بیشتر مستعد آسیب توسط باد هستند. بادشکن‌های موقت ممکن است کافی باشند و کشت سورگوم سریع الرشد بین بلوک‌های باغ یک بادشکن کوتاه مدت مؤثر است. اگرچه یک باغ زمانی که درختان به رشد مناسب می‌رسند و سایبان‌ها متراکم هستند، سرپناه خود را ایجاد می‌کند، اما شاخه‌های درختان باربر زمانی که بار محصول سنگین است در معرض آسیب باد هستند.

## تکثیر و روش‌های کاشت

### تکثیر
برای شروع جوانه زنی، بذر بادام را در ماسه مرطوب یا ورمیکولیت قرار داده و آن را در یخچال یا سردخانه قرار می‌دهند. زمان شروع جوانه‌زنی با توجه به رقم پایه متفاوت است. زمان جوانه‌زنی دانه هلو بیش از دو برابر زمان مورد نیاز برای دانه بادام است. پس از جوانه‌زنی، بذر در اوایل زمستان در بسترهای نهالستان کاشته می‌شود. ساقه بالای پایه برای تحریک رشد جوانه، هرس می‌شود و تمام ساقه‌های کناری قطع می‌شود. در پایان فصل رشد درختان باید بیش از یک متر ارتفاع داشته باشند. در اوایل زمستان که درخت خواب است، آن را برای کاشت مجدد در باغ از زمین درمی‌آورند.

### روش‌های کاشت
درختان بادام در زمان خواب زمستانی کاشته می‌شوند. اوایل زمستان بهترین زمان برای کاشت درخت بادام است زیرا جوانه زنی بادام می‌تواند تا اواخر زمستان شروع شود. پس از آماده شدن خاک، سیستم آبیاری نصب شده و ردیف‌های باغ و فاصله درختان مشخص می‌شود. در مناطقی که مستعد ابتلا به گال طوقه هستند، درختان ریشه برهنه در یک ماده تلقیح کننده ضد گال غوطه‌ور می‌شوند که از آنها در برابر گال طوقه محافظت می‌کند. ریشه درختان با ریشه برهنه باید همیشه در طول فرایند کاشت مرطوب نگه داشته شود. پس از کاشت، پیوند جوانه‌ها باید همیشه بالای سطح خاک باشد. در جاهایی که خرگوش‌ها حضور دارند و احتمال آفتاب سوختگی تنه وجود دارد، هنگام کاشت، آستین‌های محافظ درخت در اطراف تنه قرار می‌گیرند.

### مدیریت درختان جوان

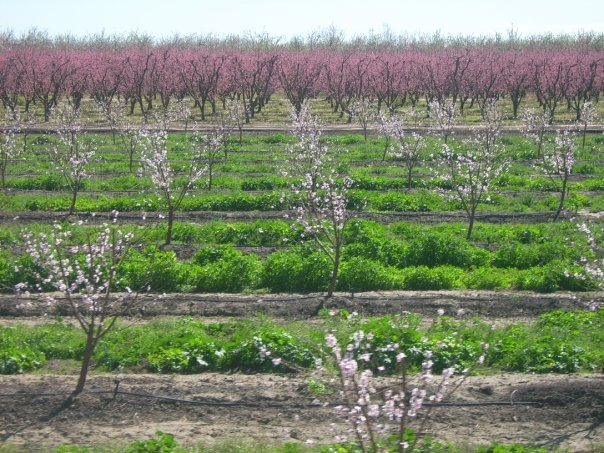
باغی از درختان بادام

برای حداکثر رشد درخت، علف‌های هرز باید به‌طور منظم حذف شوند. این کار ممکن است شامل ترکیبی از وجین دستی در اطراف درختان و استفاده از علف‌کش در امتداد ردیف درختان و اطراف تجهیزات آبیاری باشد. رطوبت کافی خاک و تغذیه درختان، رشد مطلوب را تضمین می‌کند. استفاده مکرر از کود به میزان کم بهترین رشد را برای درختان جوان ایجاد می‌کند. با اینکه معمولاً در باغ‌های جوان از یک کود نیتروژن‌بالا استفاده می‌شود، تعادل کافی از پتاسیم نیز ضروری است. کارآزمایی‌ها نرخ رشد قابل‌توجهی را از کاربردهای بسیار مکرر با دوز پایین از طریق سیستم کوددهی نشان داده‌اند.
شکل‌دهی درخت در اولین فصل رشد آغاز شده و بیشتر در خواب زمستانی انجام می‌شود. هرس سبک برای درختان جوان توصیه می‌شود زیرا سطح برگ بزرگتری برای حمایت از درخت در حال رشد باقی می‌گذارد. هدف حفظ بنیه و ترویج زود باردهی است.

### مدیریت درختان بارور

#### آبیاری

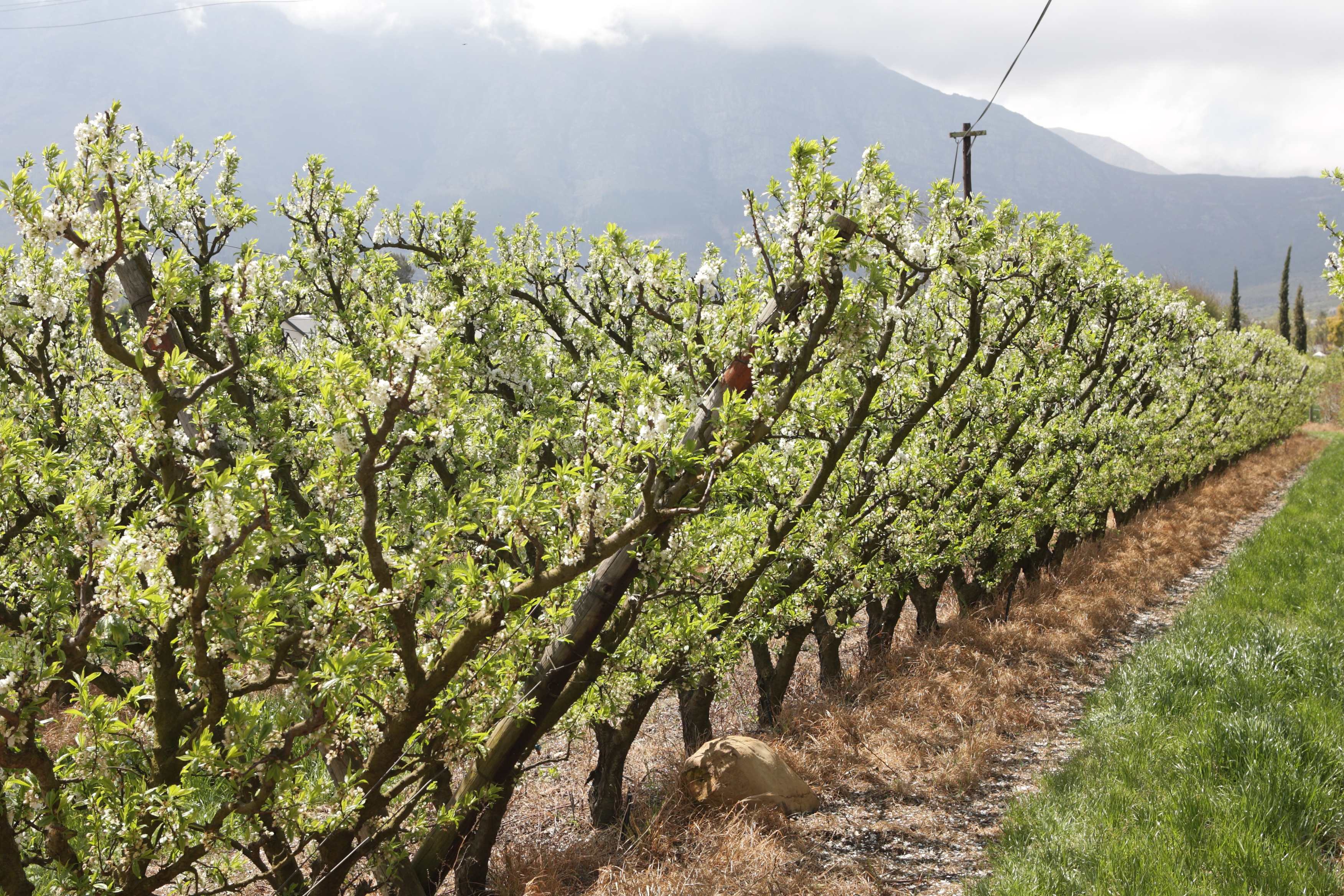
یک ردیف درخت بادام

با اینکه نیاز آبی سالانه بادام بین ۱۱۰۰ تا ۱۴۰۰ میلی‌متر در سال است، اما زمان دقیق آبیاری و مقدار آب مصرفی مورد نیاز با نظارت با دستگاه‌های اندازه‌گیری رطوبت خاک مشخص می‌شود. این دستگاه‌ها در اعماق مختلف قرار می‌گیرند و فعال‌ترین عمق ناحیه ریشه حدود ۶۰ سانتی‌متر است. در حالی که اوج تقاضای آب در اکثر مناطق پرورش بادام در ماه‌های آذر و دی است، رطوبت بهار و اواخر تابستان نیز بسیار مهم است. باغ بادام برای مدت کوتاهی قبل از برداشت آبیاری نمی‌شود تا محیط خشکی برای ریزش آجیل تضمین شود.
آبیاری قطره‌ای کارآمدترین روش آبیاری برای بادام است و ممکن است قطره چکان‌های زیادی برای هر درخت (بسته به ظرفیت قطره چکان) مورد نیاز باشد تا اطمینان حاصل شود که سطح مناسبی از ناحیه ریشه آبیاری می‌شود. با این حال، در جایی که آبیاری یک محصول پوششی بین ردیفی مورد نیاز است، میکرو آبپاش‌ها مناسب‌تر هستند. از آنجایی که محصول بادام از روی زمین برداشت می‌شود، نصب خطوط آبیاری و قطره چکان‌ها به گونه‌ای که مانعی برای ماشین آلات برداشت ایجاد نکنند، مهم است.

### کود دهی
در یک باغ تولیدی، مقدار کود مورد نیاز به عوامل بسیاری از جمله مقدار ماده مغذی حذف شده از باغ در هنگام برداشت بستگی دارد. بررسی وضعیت مواد مغذی درختان با انجام تجزیه و تحلیل برگ به صورت سالانه انجام می‌شود. نیتروژن و پتاسیم، مواد مغذی مورد نیاز در باغ‌های بادام هستند و در حالی که می‌توان از هر کود نیتروژن‌داری استفاده کرد، اوره یا نیترات آمونیوم اغلب توصیه می‌شود. کوددهی از طریق آبیاری قطره‌ای کارآمدتر است اما کوددهی زمینی نیز رایج است. نیتروژن قبل از گلدهی و در بهار و تابستان استفاده می‌شود. معمولاً سالانه ۲۰۰ کیلوگرم نیتروژن واقعی در هر هکتار باغ بادام بارور مصرف می‌شود.
تجزیه و تحلیل برگ بادام نشان داده‌است که عنصر روی در بسیاری از مناطق کشت بادام و به ویژه در ماسه‌های عمیق و خاک‌های کم عمق حاوی آهک آزاد، دچار کمبود است. روی به‌طور مؤثر از طریق محلول پاشی در فصل بهار اعمال می‌شود. کود سوپرفسفات در پاییز مصرف می‌شود و هر چند سال یک بار مصرف آن در بسیاری از باغات کافی بوده‌است. برای ارزیابی وضعیت عناصر غذایی درخت، انجام تجزیه و تحلیل برگ به صورت سالانه توصیه می‌شود.

### هرس
درختان باربر در صورت لزوم هرس می‌شوند تا چوب‌های قدیمی حذف شده و تولید چوب جدید ترویج شود. هدف از هرس ارتقای چوب بارده، اجازه نفوذ نور خورشید به تاج پوشش، حفظ بنیه درخت و امکان دسترسی ماشین آلات است. برش‌های هرس باید با هدف نازک شدن شاخه‌ها و حذف اندام‌های ضعیف، شلوغ یا بد شکل باشد. داشتن یک تنه تمیز که اجازه تکان دادن مؤثر درخت را فراهم کند مهم است. تکان دادن اندام‌های بلند شلاقی نسبت به اندام‌های کوتاه‌تر کاملاً باردار دشوارتر است. هرس باید پس از برداشت در پاییز در هوای خشک انجام شود تا خطر بیماری به حداقل برسد. برخی از پرورش دهندگان از ماشین آلات پرچین برای کاهش هزینه هرس استفاده می‌کنند. می‌توان از پرچین‌ها برای بالای تاج درخت یا پرچین کناره‌های تاج پوشش استفاده کرد، اما این کار باعث کاهش عملکرد دانه در فصل بعد می‌شود.

## تولید
| کشور                                  | تن        |
| ------------------------------------- | --------- |
| ایالات متحده آمریکا                   | ۲٬۳۷۰٬۰۲۱ |
| اسپانیا                               | ۴۱۶٬۹۵۰   |
| استرالیا                              | ۲۲۱٬۸۸۶   |
| ایران                                 | ۱۶۴٬۳۴۸   |
| ترکیه                                 | ۱۵۹٬۱۸۷   |
| مراکش                                 | ۱۳۴٬۴۳۶   |
| جهان                                  | ۴٬۱۴۰٬۰۴۳ |
| Source: FAOSTAT of the United Nations |           |

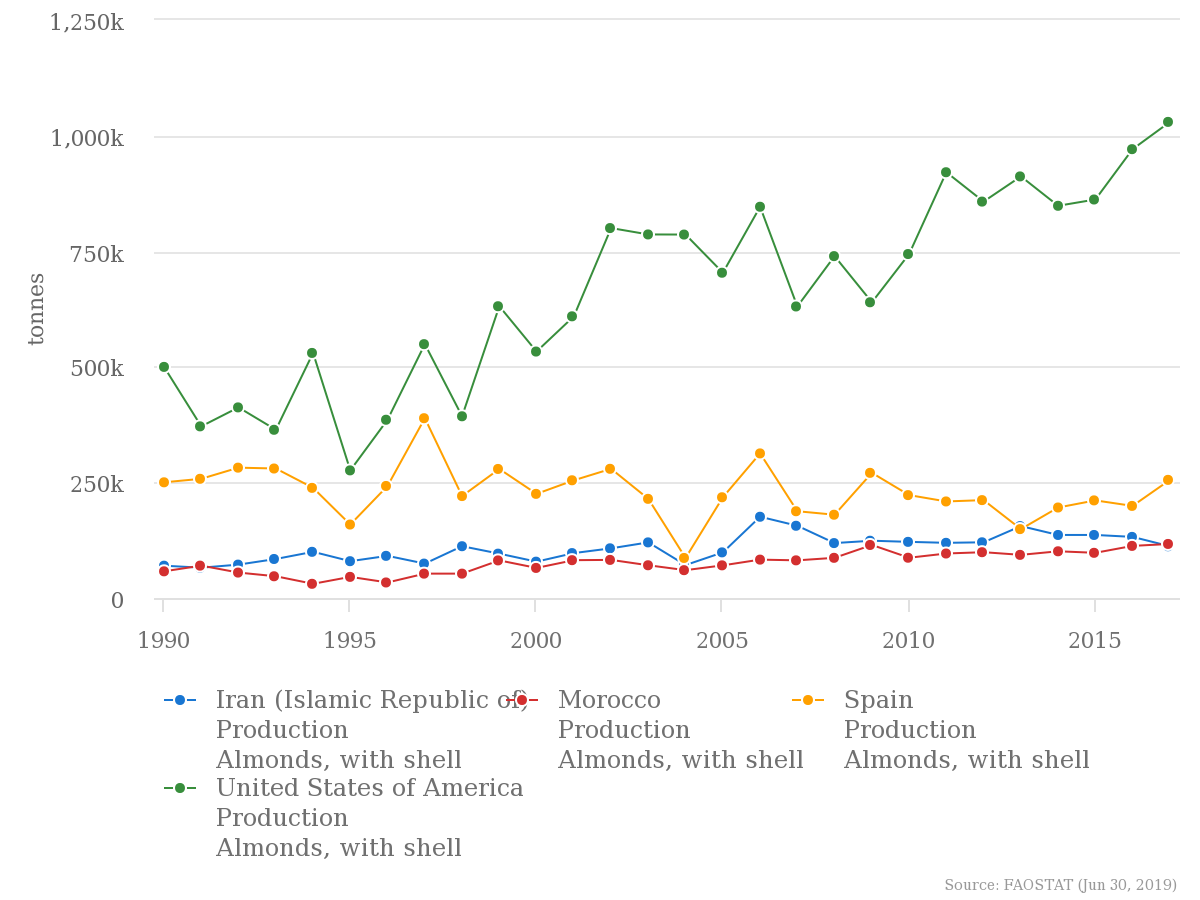
مقایسه روند تولید سالانه بادام در ایران با آمریکا و سایر تولیدکنندگان اصلی این محصول- نمودار نشان می‌دهد که روند تولید بادام در آمریکا از ۱۹۹۰ تا ۲۰۱۷ به میزان ۲۰۰٪ افزایش داشته درحالی‌که تولید بادام در ایران در طی این مدت تغییر محسوسی نداشته‌است.

در سال ۲۰۲۰ تولید جهانی بادام برابر ۴٫۱۴ میلیون تن بوده‌است که ۵۷٪ از این مقدار متعلق به امریکاست. سایر کشورهای اصلی تولیدکننده شامل اسپانیا، استرالیا  ایران ترکیه و مراکش مجموعاً ۲۶٪ از تولید جهانی این محصول را به خود اختصاص داده‌اند.
بادام برای رشد و تولید میوه به آفتاب کامل، آب و هوای گرم و مقدار زیادی آب نیاز دارد. از آنجا که بادام در معرض هوای سرد بسیار آسیب‌پذیر است، مکان‌هایی مانند کالیفرنیا برای پرورش بادام ایدئال هستند. منطقه تولید عمدهٔ بادام، کالیفرنیا در آمریکا است، بین فوریه و مارس، شکوفه‌هایی که شباهت زیادی به شکوفهٔ گیلاس دارند، شکوفا می‌شوند. نوع آب و هوا در این زمان، میزان تولید بادام در آن سال را به شدت تحت تأثیر قرار خواهد داد. طی چند سال گذشته، تولید بادام در سراسر جهان افزایش یافته‌است، و از ۱٫۰۳ میلیون تن در سال ۲۰۱۴/۲۰۱۵ به ۴٬۱۴ میلیون تن در سال ۲۰۲۰ رسیده‌است.

## کاربردها
بادام اغلب به تنهایی به‌صورت خام یا برشته‌شده مصرف می‌شود و همچنین از مواد اولیهٔ غذاهای مختلفی است که به اشکال مختلفی مانند کامل، خلال‌شده و آرد شده در دسترس است و از خلال آن، برای مصارف خاصی مانند تزئین انواع خوراکی‌ها استفاده می‌شود. بادام یک افزودنی رایج به صبحانه موسلی است.
میوهٔ جوان و در حال رشد درخت بادام را می‌توان در زمانی که هنوز از بیرون، سبز و گوشتی است و پوستهٔ داخلی آن هنوز سفت نشده، به‌طور کامل خورد (بادام سبز). این میوه تا حدودی ترش است، اما یک میان‌وعدهٔ محبوب در بخش‌هایی از خاورمیانه است که برای متعادل کردن طعم ترش، به‌صورت آغشته به نمک مصرف می‌شود.

### تهیهٔ دسرها

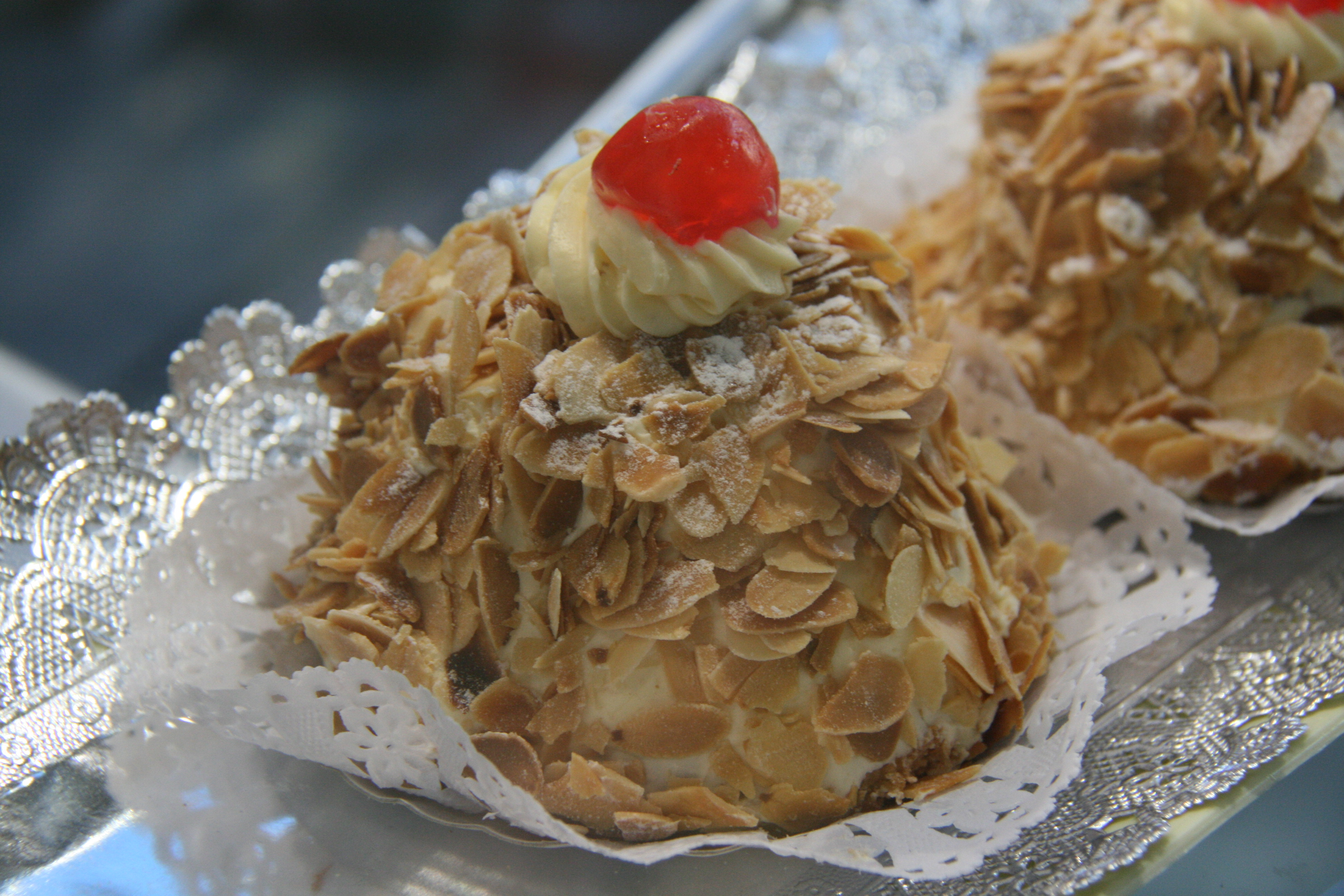
کیک خامه‌ای بادام

بادام، یک مادهٔ اصلی جهت تهیهٔ طیف گسترده‌ای از شیرینی‌های کلاسیک مانند خمیر بادام و در تهیهٔ برخی نان‌ها، کره بادام، کیک‌ها، پودینگ‌ها و شیرینی‌های مختلف مانند نوقا، ماکارون، بیسکویت، قرابیه و استرهازی، مورد استفاده است.

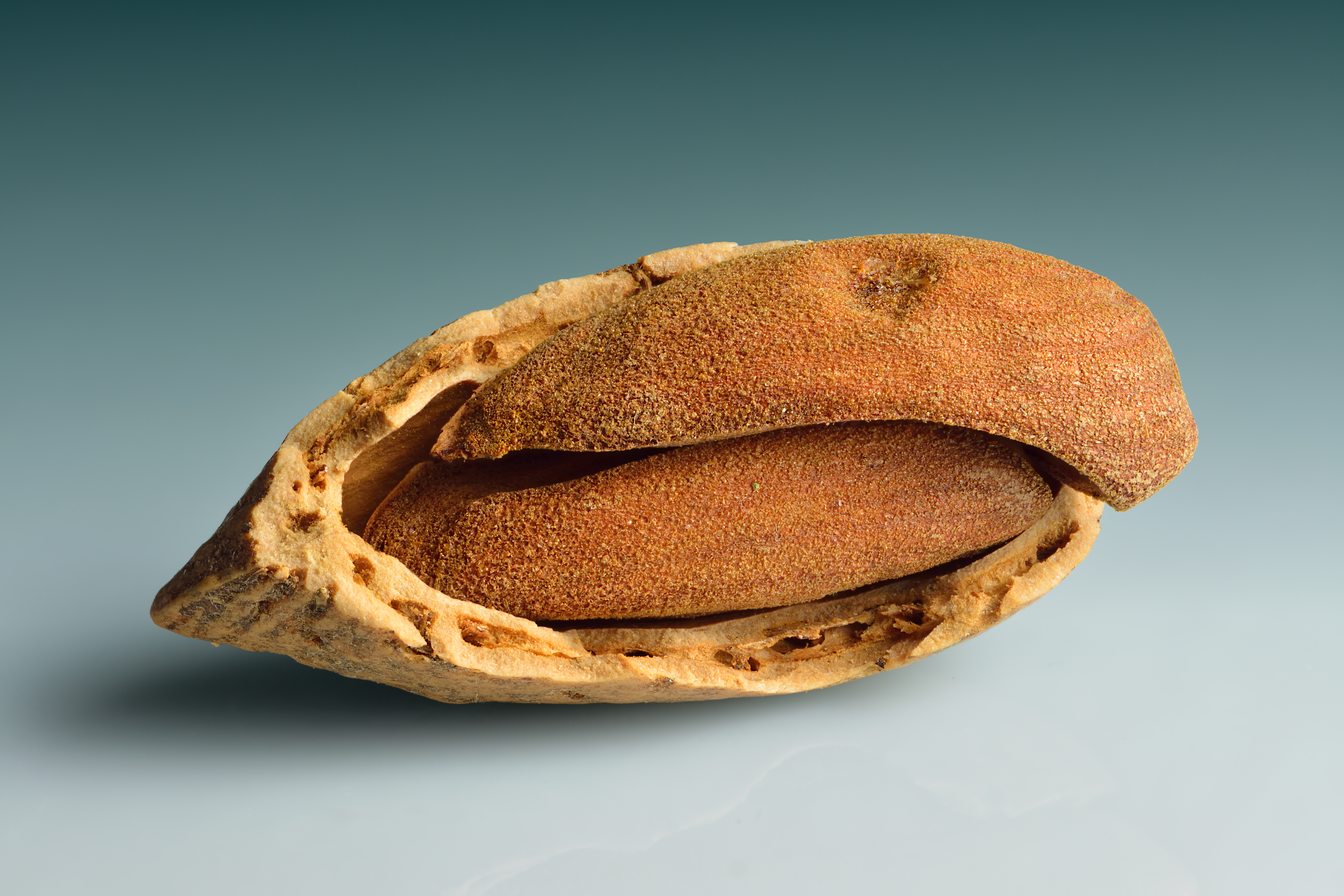
بادام، گاهی به‌طور تصادفی، دارای دو هسته است.

در ایران، بادام سبز را در نمک دریایی آغشته می‌کنند و به‌عنوان میان‌وعده در بازارهای خیابانی می‌خورند که به آن، چقاله بادام می‌گویند. بادام در نقل در کنار چای و قهوه سرو می‌شود. همچنین از بادام شیرین برای تهیهٔ غذای مخصوص نوزادان به نام حریر بادام استفاده می‌شود. بادام به برخی غذاها، کلوچه‌ها و دسرها اضافه می‌شود و برای تزئین غذاها استفاده می‌شود. مردم در ایران، بادام را در کنار سایر آجیل‌ها به‌صورت بوداده در مراسم جشن‌های نوروزی، مصرف می‌کنند.

### شیر بادام
بادام را می‌توان به یک جایگزین برای شیر به نام شیر بادام تبدیل کرد. این فرآورده، به‌ویژه مورد استفادهٔ افراد مبتلا به عدم تحمل لاکتوز و وگان‌ها است.

### روغن بادام

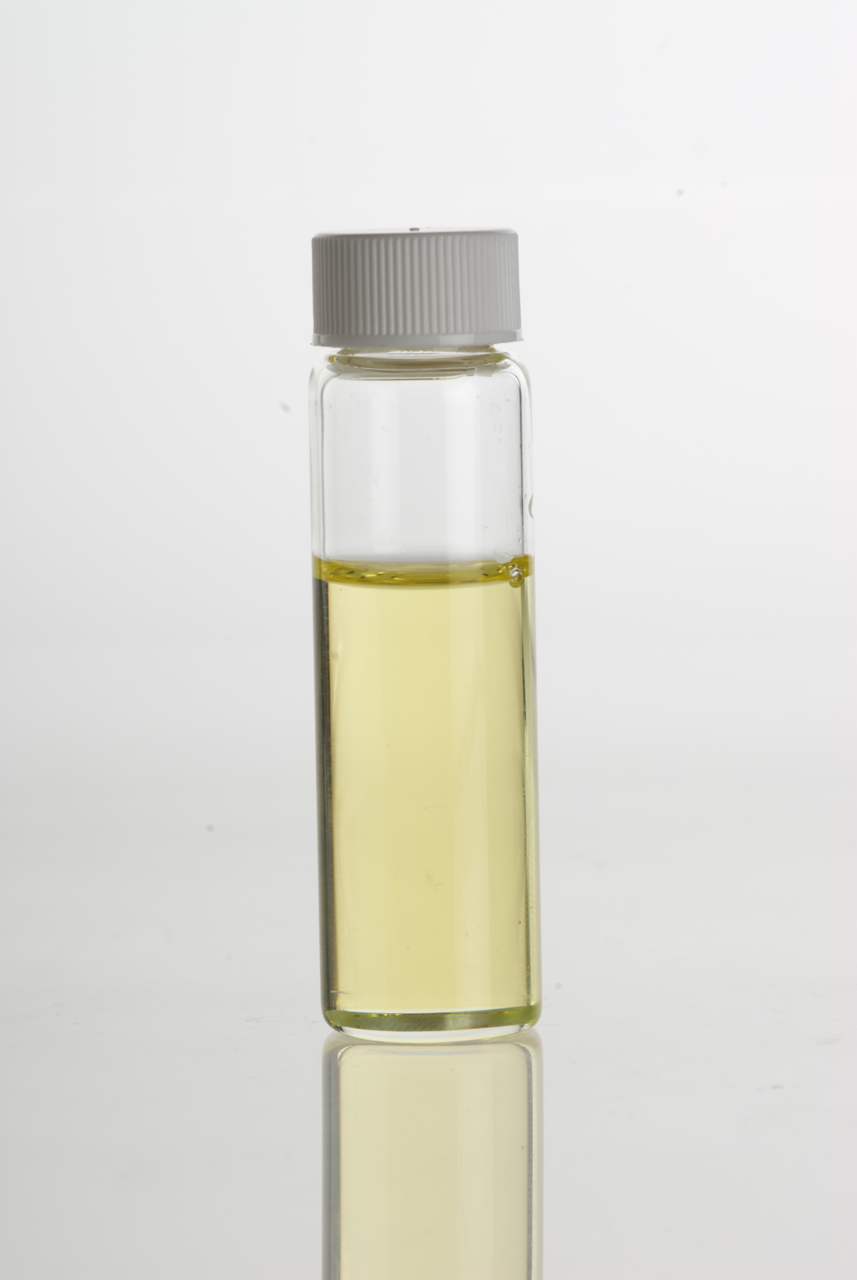
روغن بادام تلخ

بادام یک منبع غنی از روغن است که ۵۰ درصد تودهٔ خشک مغز آن، به‌صورت چربی است. روغن بادام خالص، حاوی ۳۲ درصد اولئیک اسید غیراشباع (یک اسید چرب امگا ۹)، ۱۳ درصد اسید لینولئیک (یک اسید چرب ضروری امگا ۶) و ۱۰ درصد اسید چرب اشباع‌شده است.
روغن بادام از بادام شیرین یا تلخ تهیه می‌شود. از روغن بادام شیرین، به‌عنوان یک روغن حامل در رایحه‌درمانی و محصولات زیبایی استفاده می‌شود. روغن بادام تلخ که حاوی بنزالدهید است، به‌عنوان طعم‌دهندهٔ غذاها و در تولید عطرها استفاده می‌شود.

## بادام تلخ

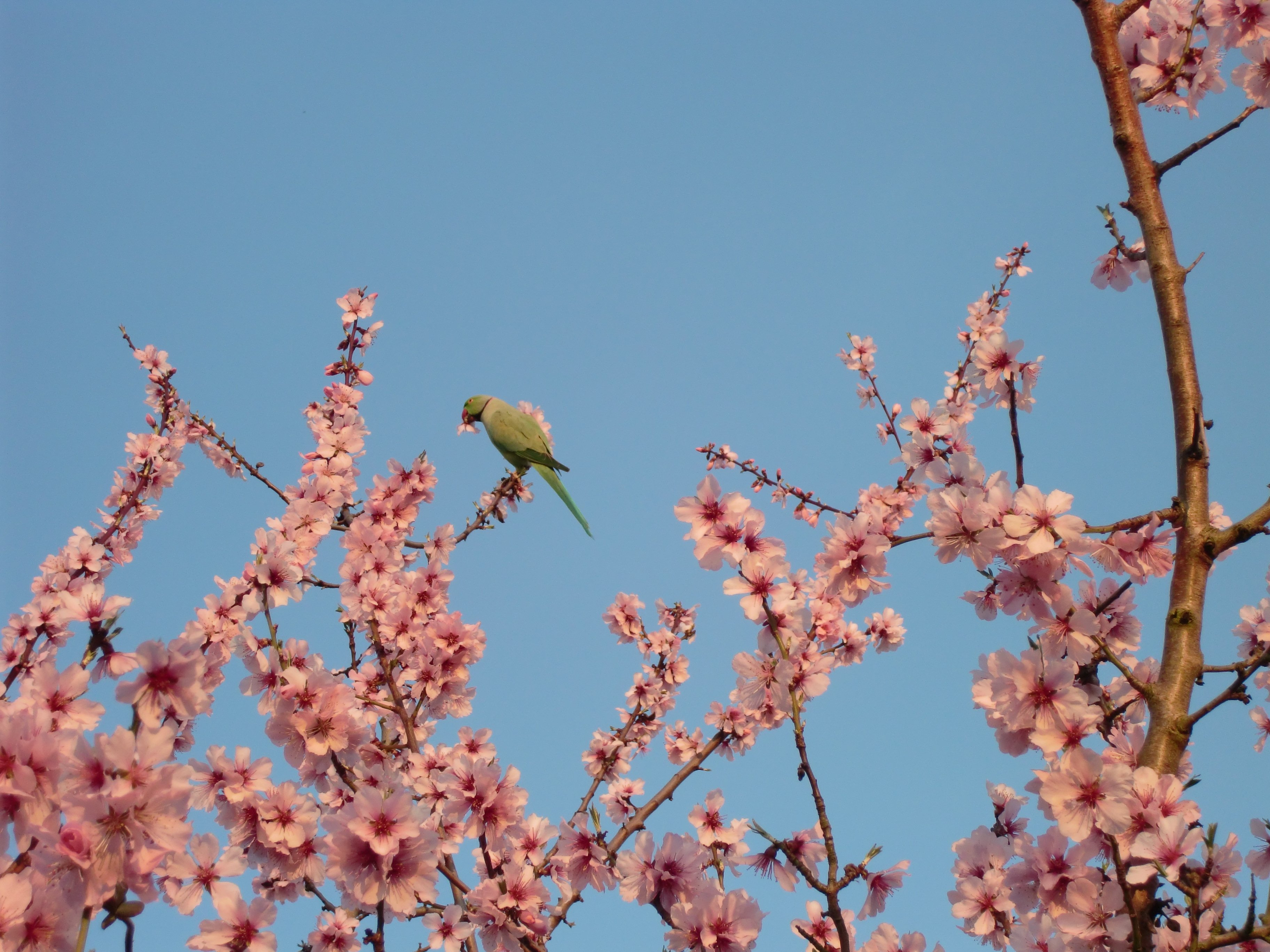
شکوفه‌های بادام تلخ

بادام تلخ، مانند دانه‌های هلو، زردآلو، آلو، سیب، به و گیلاس حاوی آمیگدالین است که می‌تواند در بدن تبدیل به سیانید شود. بادام تلخ باید به منظور از بین رفتن مواد شیمیایی سمی موجود در آن حرارت داده شود یا پاستوریزه شود. بادام شیرین سرشار از پروتئین، ویتامین ئی، کلسیم، منیزیم، پتاسیم و آهن است که برای بدن مفید است؛ اما مصرف بادام تلخ، توصیه نمی‌شود.

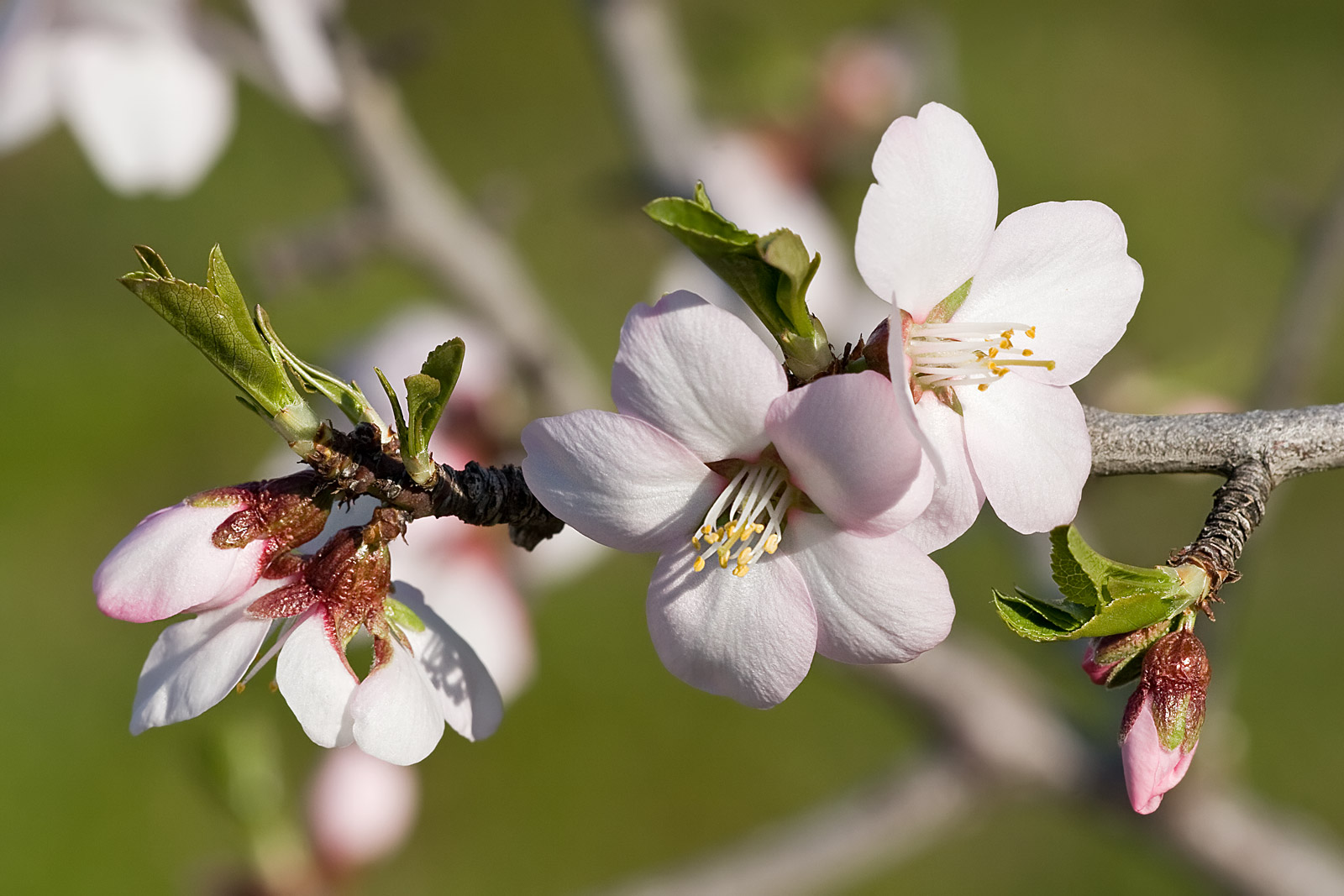
شکوفه‌های درخت بادام شیرین

بادام تلخ کمی پهن‌تر و کوتاه‌تر از بادام شیرین است و حاوی حدود ۵۰ درصد چربی موجود در بادام شیرین است.
عصارهٔ بادام تلخ زمانی به‌عنوان دارو مورد استفاده قرار می‌گرفت، اما حتی در مقادیر کم، اثرات شدید یا کشنده، به‌ویژه در کودکان دارد و سیانید باید پیش از مصرف، حذف شود. دوز کشنده مصرف خوراکی سیانید برای انسان بالغ ۰٫۵–۳٫۵ میلیگرم بر کیلوگرم (۰٫۲–۱٫۶ میلیگرم بر پوند) گزارش شده‌است؛ بنابراین مصرف تقریباً ۵۰ بادام تلخ در بزرگسالان، یا مصرف ۵ تا ۱۰ بادام تلخ برای کودکان، ممکن است کشنده باشد.
تمام بادام‌های تجاری خوراکی که در ایالات متحده به فروش می‌رسند، ارقام شیرین هستند. سازمان غذا و داروی آمریکا در سال ۲۰۱۰ گزارش داد که مقداری از بادام شیرین وارداتی، به بادام تلخ آلوده شده‌است و هشدار داد که خوردن چنین بادام‌هایی می‌تواند منجر به سرگیجه و سایر اثرات مسمومیت با سیانور شود.

## ارزش غذایی
مغز بادام تلخ به مقدار کم حاوی سیانور دو پتاس و اسید سیاندریک و ویتامین D است که اگر فردی به مقدار زیاد آن را مصرف کند، مسموم می‌شود. مصرف پنج تا ده عدد مغز بادام تلخ در کودکان می‌تواند مسمومیت شدید به همراه داشته باشد، در بزرگسالان این تعداد به ۵۰ عدد می‌رسد.
بادام به عنوان منبع خوبی برای دریافت پروتئین در بین غذاهای سالم توسط وزارت کشاورزی ایالات متحده آمریکا توصیه شده‌است.

## پژوهش‌ها
در سال ۲۰۱۶ یک بررسی بالینی نشان داد که مصرف منظم بادام باعث می‌شود سطح کلسترول LDL خون و همچنین خطر ابتلا به بیماری‌های قلبی کاهش یابد.
بادام منبع غنی ویتامین ئی و آنتی‌اکسیدان‌هایی است که پوست را تغذیه کرده و علائم پیری را کاهش می‌دهند. پژوهش‌ها نشان می‌دهند که بادام حاوی مقادیر بالای آنتی‌اکسیدانهای کاتچین، اپی‌کاتچین و فلاونول است. این آنتی‌اکسیدان‌ها با سرطان و آسیب‌های پوستی ناشی از رژیم غذایی نامناسب، آلودگی و اشعه مضر خورشید مبارزه می‌کنند. چربی‌های خوب موجود در این آجیل علاوه بر بهبود گردش خون، به آب‌رسانی به پوست و توانایی بهبود زخم‌ها کمک می‌کنند. این آجیل به جلوگیری از آسیب به جداره‌های شرایین بدن کمک کرده و از آن‌ها در برابر پلاک‌های خطرناک محافظت می‌کند. یکی دیگر از مزایای مصرف این آجیل محافظت از کلسترول خوب و سطوح مناسب فشارخون است. علاوه بر این بادام توانایی جلوگیری از اضافه‌وزن و چاقی را دارد. این سه فاکتور مرتبط با حملات قلبی و مغزی هستند.

### آلرژی
بادام ممکن است باعث حساسیت غذایی یا عدم تحمل شود. علائم بروز حساسیت، می‌تواند از علائم موضعی (به‌عنوان مثال، سندرم حساسیت دهان و کهیر تماسی) تا علائم و نشانه‌های سیستمیک از جمله آنافیلاکسی (مانند کهیر، آنژیوادم و علائم گوارشی و تنفسی) متغیر باشد.

## نگارخانه

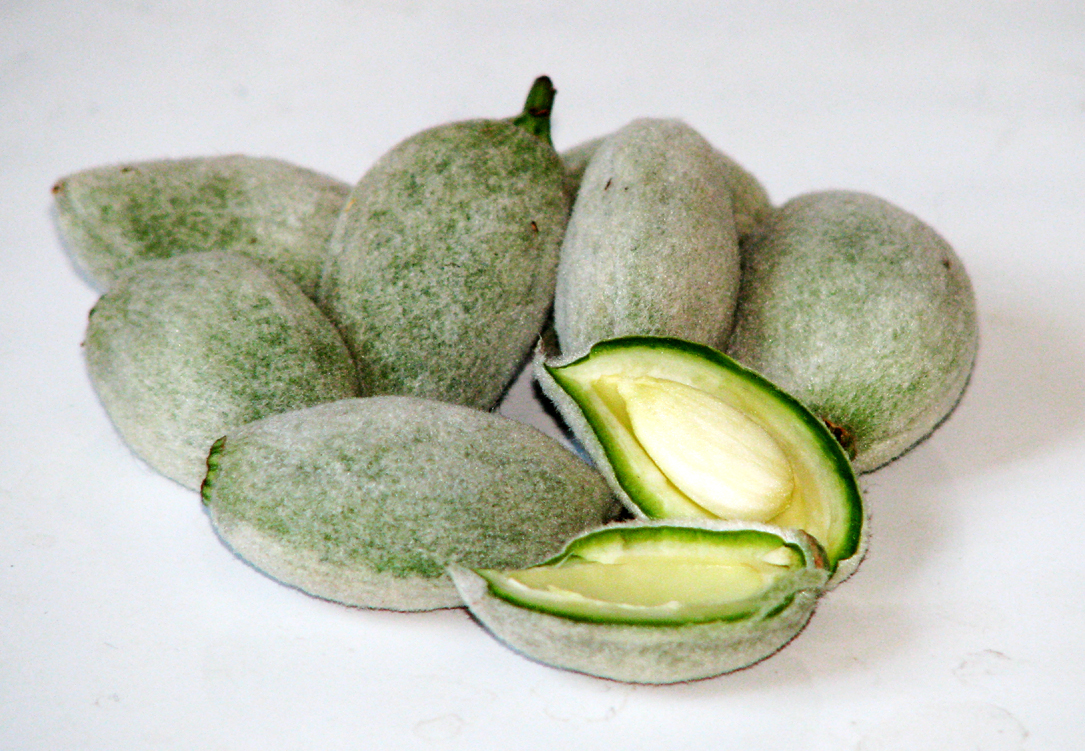
چغاله بادام یا بادام سبز
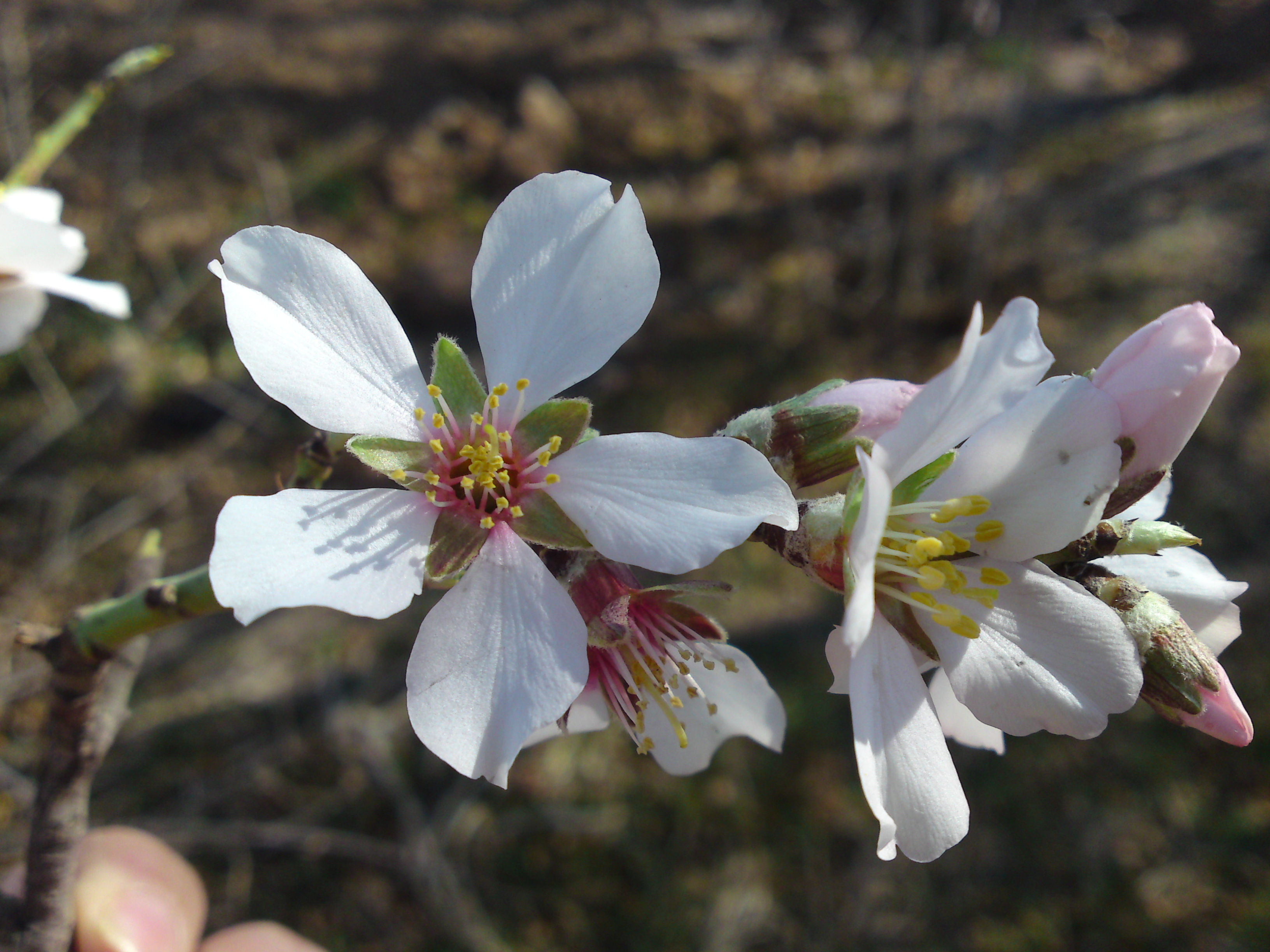
شکوفه بادام - ساوه
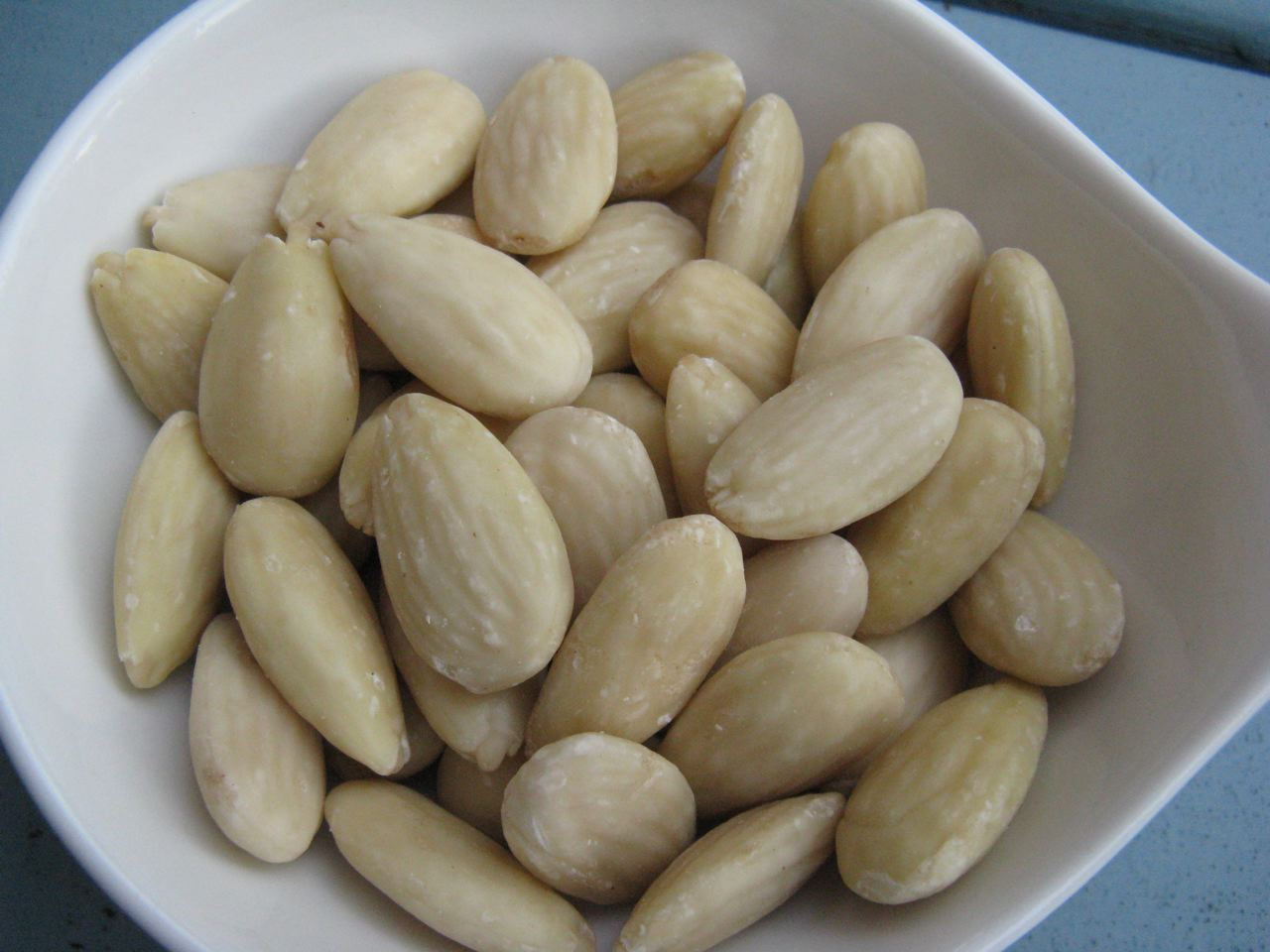
بادام پوست کنده
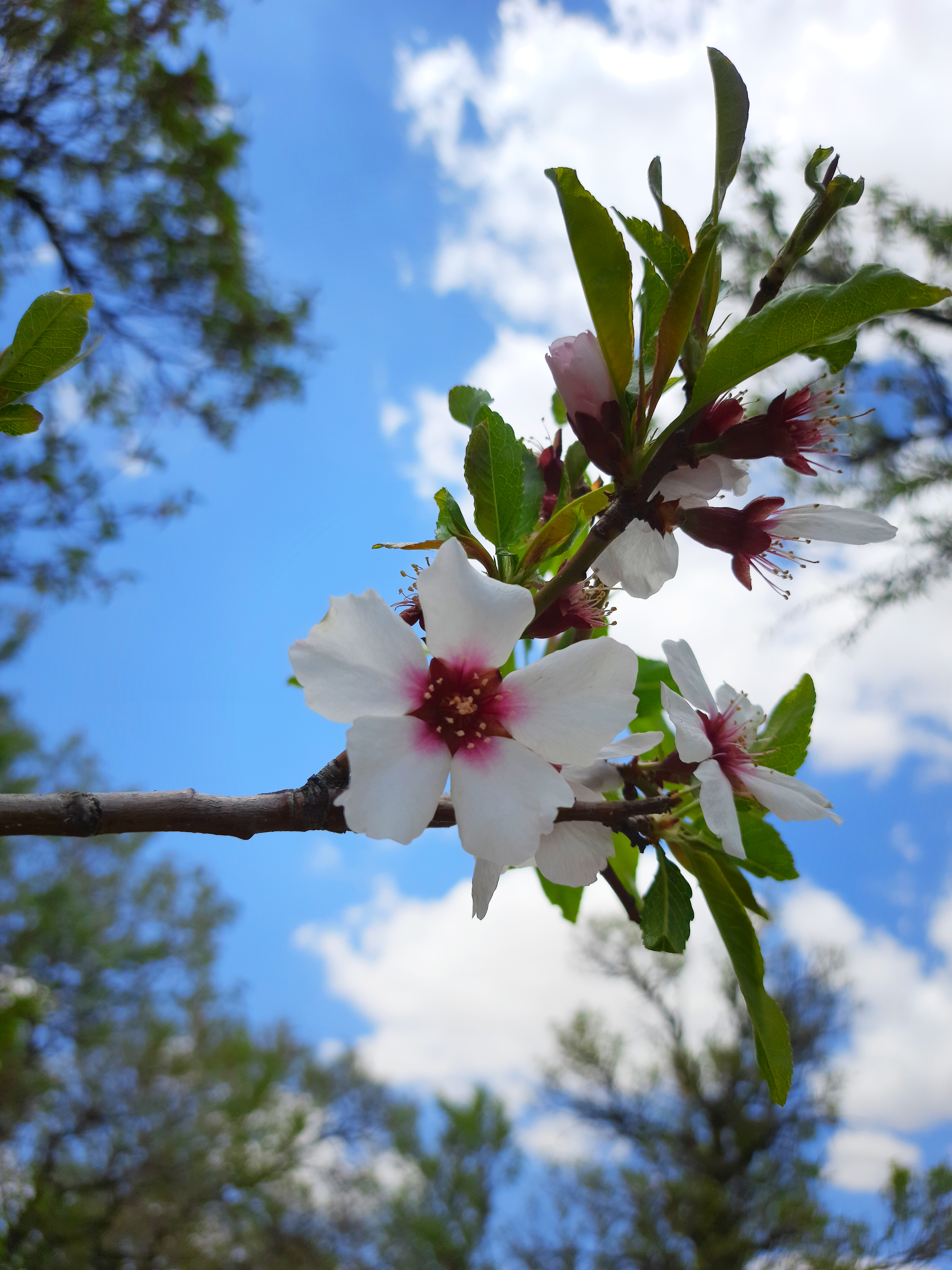
شکوفه بادام - صفاشهر